# Trasianka
Trasianka är ett blandspråk mellan belarusiska och ryska. Det är det vanligast förekommande språket på landsbygden i Belarus och talas av en stor del av dagens belarusiska befolkning och har sin bas i ryskans starka ställning i det belarusiska samhällslivet. Ren belarusiska och dess variant tarasjkevitsa talas främst av begränsade grupper nationalister och/eller akademiker.
Blandformen har uppkommit genom långvarig påverkan från ryskt språk och kultur samt undertryckande av det belarusiska språket under ryskt och sovjetiskt styre.

## Källhänvisningar
1. ↑  Silitski och Zaprudnik (2007), ss. 32-37.
2. ↑  Språk Som Talas I Vitryssland Författare: Rosemary Powell